# 마이키 (영화)
《마이키》(영어: Mikey)는 미국에서 제작된 데니스 딤스터 감독의 1992년 심리 슬래셔 영화이다. 브라이언 본설 등이 출연하였고, 나탄 자하비 등이 제작에 참여하였다.

## 출연진
- 브라이언 본설
- 조지 비셋
- 애슐리 로런스
- 존 딜
- 미미 크레이븐
- 휫비 허트퍼드
- 라이먼 워드
- 마크 벤투리니
- 로라 로빈슨

## 기타 제작진
- 라인 제작: 스탠리 E. 포스터
- 공동 제작: 샘 버나드
- 협력 제작: 에드워드 L. 맥도널, 스탠 포스터
- 배역: 에드 미첼, 로빈 레이
- 미술: 마샤 칼로시오
- 의상: 쇼나 러벨

## 논란
1993년 리버풀에서 2살 아동 제임스 불저(James Bulger)가 10세 아동 둘에게 납치 및 살해되는 사건이 발생하였고, 일부 언론은 범인들이 《사탄의 인형 3》(1991)의 영향을 받았다고 주장하였다. 이에 따라 《마이키》의 주인공인 마이키와 비슷한 연령대의 아동들이 영화를 보고 모방 범죄를 저지를 것을 우려한 영국 영화 등급 분류 위원회(BBFC)는 《마이키》의  영국 개봉을 철회하였다. 2025년 3월 20일 《마이키》의 홈 미디어가 15세 관람가로 재분류 심사를 받으면서 영국 내 유통 금지가 공식 철회되었다.